# Parque Serguievka
El parque Serguievka (en ruso: Сергиевка) es un parque de 110 hectáreas que rodea el palacio de Leuchtenberg al lado de Peterhof cerca de San Petersburgo en Rusia. Durante algún tiempo formó parte de la propiedad del mismo nombre del duque Maximiliano Leuchtenberg y la duquesa María Nikolaievna de Rusia (1819-1876), hija del emperador Nicolás I.
El conjunto de palacio, incluyendo el parque Serguievka y el centro histórico de la ciudad de Peterhof, forma parte, con el código 540-017 , del lugar Patrimonio de la Humanidad llamado «Centro histórico de San Petersburgo y conjuntos monumentales anexos».

## Historia

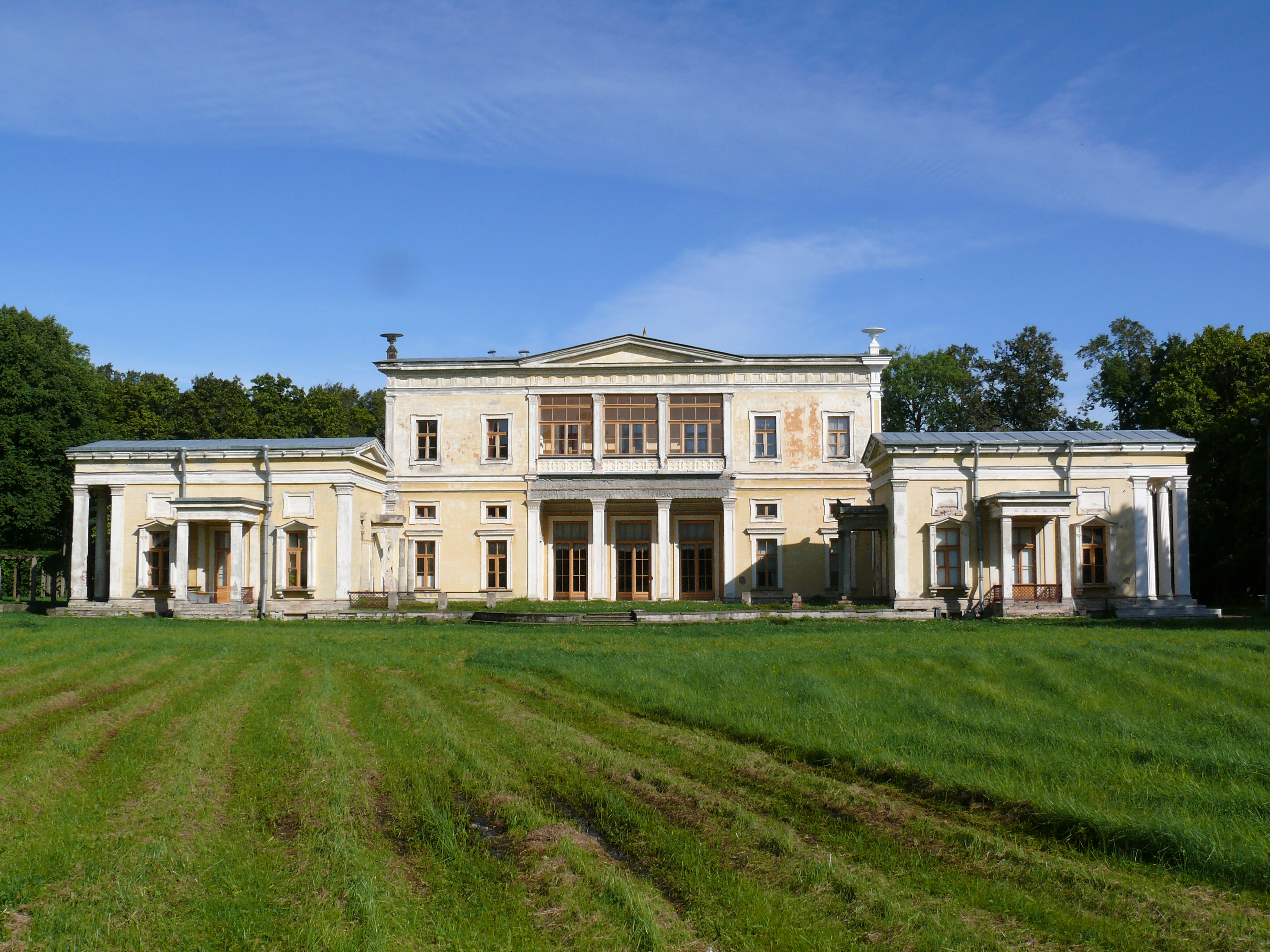
Fachada sur del palacio de Leuchtenberg.

La finca pertenecía a principios de los años del siglo XVIII al diplomático de Pedro el Grande, el boyardo Alexander Rumyantsev (1680 a 1749). Su hijo el conde Rumiantsev, mariscal de campo del Imperio, heredó la propiedad. La finca recibió el nombre de su hijo, Serge (1755-1838) (Sergueï en ruso moderno, Sergui en ruso antiguo). Los descendientes vendieron la propiedad en 1822 al príncipe Naryshkin que construyó un gran parque con fábricas, pabellones, y una dacha, gran mansión de campo que el emperador Nicolás llegó a visitar. El emperador compró la finca para su hija con motivo de su matrimonio con el duque de Leuchtenburg.
Andrei Stackensneider, que había construido el Palacio Mariinski para la joven pareja en San Petersburgo, fue el encargado de la construcción de una casa de verano en el noroeste del parque, el palacio de Leuchtenberg. También construyó la casa del Chambelán, y en 1845-1846, una capilla, la llamada capilla de mármol. Todo ello basado en el estilo neoclásico llamado estilo Imperio, en ruso.
Hacia la mitad del siglo XIX se tallaron bancos en el granito del entorno, y también figuras de piedra. El parque fue nacionalizado después de la Revolución de Octubre y se convirtió en un parque protegido en 1921 por decisión del soviet de los Comisarios del Pueblo de la República Socialista Federativa Soviética de Rusia que lo donó al Instituto de Biología de la Universidad de Leningrado. Se construyeron entonces los edificios de la Universidad.
Sergeyevka se encontró en primera línea del frente durante la Gran Guerra Patriótica (nombre dado por los rusos al frente oriental de la Segunda Guerra Mundial). No fue ocupado por la Wehrmacht, que llegó a pocos kilómetros de él. Fue restaurado en 1965 por el arquitecto soviético V.I. Seidemann, y por K.D. Agapova 1969.

## Descripción
El parque de 110 hectáreas se extiende por el norte hasta las orillas del golfo de Finlandia. Está salpicado de pequeños lagos y estanques y atravesado por dos pequeños ríos entre barrancos relativamente profundos, con puentes y pasarelas. Los dos ríos se encuentran en el parque de Orianenbaum.
El parque está cubierto de bosques. Según el Instituto de Biología, se encuentran allí 250 tipos de plantas vasculares, 185 tipos de aves y 35 tipos de mamíferos.